# Carl Hagenbeck
Pour les articles homonymes, voir Hagenbeck.

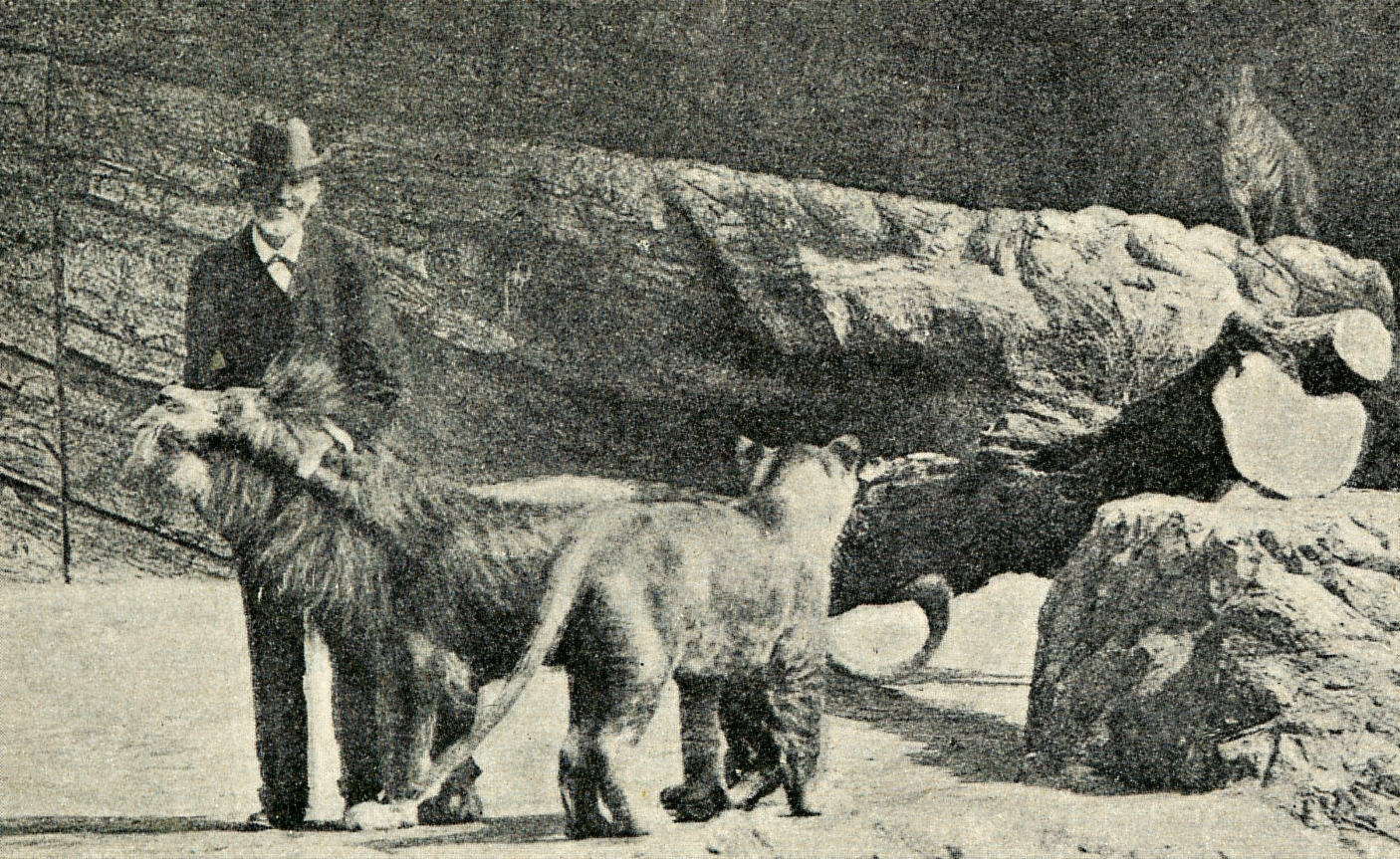
Carl Hagenbeck dans son jardin zoologique.

Carl Gottfried Heinrich Hagenbeck, né le 10 juin 1844 à Hambourg où il est mort le 14 avril 1913 d'une morsure de serpent, est le propriétaire allemand du Cirque Hagenbeck, marchand d'animaux sauvages, concepteur et directeur de parc zoologique, qui s'est enrichi grâce à la mode des « zoos humains » à laquelle il a grandement contribué.

## Biographie
Marchand d'animaux sauvages et principale référence dans le domaine des « zoos humains », Carl Hagenbeck organise à l'échelle mondiale le commerce des animaux sauvages pour l'approvisionnement des ménageries, des cirques et des jardins zoologiques.
Personnalité du cirque, organisateur d'exhibitions zoologiques et ethnologiques, et dresseur d'animaux, il est, avec son frère Wilhelm (1850-1910), l'inventeur en 1879 d'une méthode de dressage en douceur et, en 1889, de la grande cage centrale.
Il est aussi connu pour avoir initié et popularisé les « zoos humains » en présentant au public des Lapons et des Nubiens dans les années 1870,.
Expert en parcs zoologiques, il fonde en mai 1907, le Tierpark Hagenbeck, premier « zoo sans barreaux » à Stellingen, dans l'arrondissement de Hamburg-Eimsbüttel. Il est le concepteur du panorama zoologique et de l'enclos de liberté (Freianlage en allemand), idées qu'il appliquera dans sa réalisation du zoo de Rome, inauguré en 1911.
Il projeta de créer un zoo dans l'actuel Afrikanisches Viertel (Berlin) mais sa mort et la Première Guerre mondiale ne permirent pas à l'idée de se concrétiser.

## Zoos humains
Il est l'un des initiateurs des « zoos humains » : c'est lui qui, en 1881-1882, a l'idée de montrer au public des « Fuégiens » (nom sous lequel on regroupait les Alacalouphes, Hauschs, Onas et Yagans de la Terre de feu, dans le sud du Chili), chasseurs-pêcheurs-cueilleurs qui fascinaient les Occidentaux par leur aspect, qualifié de « primitif et sauvage ». Kidnappés dans des conditions inhumaines et traumatisantes, les personnes concernées sont ensuite exhibées comme curiosités exotiques dans toute l'Europe. Très résistants au froid dans leur pays d'origine, mais pas à la grippe européenne, plusieurs meurent durant ce périple qui enrichit Carl Hagenbeck. Ces expositions sont une grande première, qui crée l'événement. Carl Hagenbeck contribue à en organiser d'autres en présentant cette fois des Lapons et des Nubiens.
L'engouement du public est tel que les « zoos humains » se développeront jusqu'à la Seconde Guerre mondiale, reposant sur la capture, l'enlèvement et la mise en scène de près de 35 000 indigènes et attirant, dans toute l'Europe occidentale et centrale, environ 1,5 milliard de visiteurs sur l'ensemble de la période.
Des historiens comme Sandrine Lemaire et Pascal Blanchard considèrent aujourd'hui que ces « zoos humains », associés aux « études coloniales » anthropologiques, à la propagande nationale idéalisant la colonisation comme « œuvre civilisatrice », ainsi qu'à la représentation dégradante des peuples premiers considérés comme « arriérés et sauvages », dénudés sur des photos et des cartes postales vendues en grand nombre, ont, chez les populations ouest-européennes, contribué à transformer l'ancien rejet religieux du « Maure, Turc, Juif ou Hindou Mécréant » (voir « Table des peuples ») en un racisme moderne à vernis scientifique concernant tout ce qui différent de la civilisation industrielle occidentale,.

## Dans la culture populaire
En 2017, Thomas Zielinski joue Carl Hagenbeck dans la série télévisée Charité.

## Publication
- (de) Von Tieren und Menschen, Vita Deutsches Verlagshaus, Berlin, 1908, disponible sur Internet Archive. Traduit en français sous le titre Cages sans barreaux, Nouvelles Éditions de Paris, Paris, 1951.